# سیلیسیک اسید
سیلیسیک اسید (به انگلیسی: Silicic acid) یک ترکیب شیمیایی با شناسه پاب‌کم ۱۴۹۴۲ است.